# Piruanycha pitilla
Piruanycha pitilla là một loài bọ cánh cứng trong họ Cerambycidae.